# 赫梅利尼茨基核電廠
赫梅利尼茨基核電廠是位于乌克兰赫梅利尼茨基州的内蒂申的一座核电站，並由烏克蘭國家核能公司运营。两座水-水高能反应堆 (VVER-1000) 已投入運行，每座反應堆發電 1000 MW（淨），還有兩座AP1000反應堆正在建設中。
赫梅利尼茨基核電廠連接到熱舒夫-赫梅利尼茨基電力線 (Rzeszów–Khmelnytskyi powerline)，這是烏克蘭和歐盟之間運行的三條 750 kV 電力線路之一。

## 歷史
第一座反應堆於1981年在蘇聯統治下開始興建，第一個機組於1987年底投入運作。第二座反应堆的建设始于1983年，计划于1991年完工。
然而，在1990年，由於切爾諾貝爾災難發生後，公眾對新核電廠建設產生不信任，因此暫停了建設。直到2004年8月，暫緩令解除後才完成建廠。
另外两座水-水高能反应堆正在建设中：第三座反应堆于1985年9月开始建造，第四座反应堆于1986年6月开始建造。工程于1990年分别完成75%和28%时停止。乌克兰与俄罗斯于2010年6月签署了一项关于恢复建设的政府间协议。2011年2月10日，烏克蘭國家核能公司和俄罗斯核能出口公司签署了完成3号和4号反应堆的合同协议。2021年11月底，烏克蘭國家核能公司和西屋电气公司达成协议，在這電廠建造第一座AP1000反应堆，兩座反应堆都預計2026年完工。
2015年9月，乌克兰政府决定终止早前与俄罗斯達成的协议，並在2016年5月12日得到证实。终止的原因是俄罗斯在2014年發起的俄乌战争（更自2022年2月起全面如侵）。2016年8月，烏克蘭改為与韓國水電與核電公司达成协议，以协助完成3号和4号反应堆，但进展仍然甚微。截至2020年，一个乌克兰工作组正在评估工地上进行施工工作所需的旧起重机的安全性。
這核电廠原是從热舒夫到赫梅利尼茨基的电纜的起点，而該電纜是三條从乌克兰到欧盟的75萬伏特电纜之一，但已現停用。
2018年，烏克蘭國家核能公司正在考虑将2号机组从乌克兰电网断开，并改為连接到已與欧洲电网运作的布爾什滕煤電廠，以促进对波兰和匈牙利的能源出口。2019年，能源部成立了一个财团以推进该项目，但未获得同意。後來在2022年俄羅斯入侵後，烏克蘭決定把全國的電網都改為與歐州電網連接，並已於2022年3月16日落實。
2022年5月，烏克蘭國家核能公司表示，該國的戰鬥無礙他們擴建电站的心願。在战争结束后，他们打算繼續与西屋公司合作，在该地点完成建造两座AP1000反应堆。